# Família exponencial
|  | No s'ha de confondre amb la distribució exponencial. |

En probabilitat i estadística, una família exponencial és una família de distribucions de probabilitat amb paràmetre θ, possiblement vectorial, tal que la seva funció de densitat de probabilitat (o funció de massa de probabilitat, en el cas de distribucions discretes) pot prendre la forma
{\displaystyle f(x|{\boldsymbol {\theta }})=h(x)c({\boldsymbol {\theta }})exp\left(\sum _{i=1}^{k}w_{i}({\boldsymbol {\theta }})t_{i}(x)\right)}
a on:
- {\displaystyle h(x)\geq 0{\text{ i }}t_{1}(x),t_{2}(x),...,t_{k}(x)} són funcions que depenen només de x (i no de θ).
- {\displaystyle c({\boldsymbol {\theta }})\geq 0{\text{ i }}w_{1}({\boldsymbol {\theta }}),w_{2}({\boldsymbol {\theta }}),...,w_{k}({\boldsymbol {\theta }})} són funcions que depenen només de θ (i no de x).[1]

Les densitats d'una família exponencial tenen bones propietats matemàtiques i estadístiques. Algunes de les famílies de distribucions més comunes (normal, beta, gamma…) són famílies exponencials.